# Hermann Vorländer

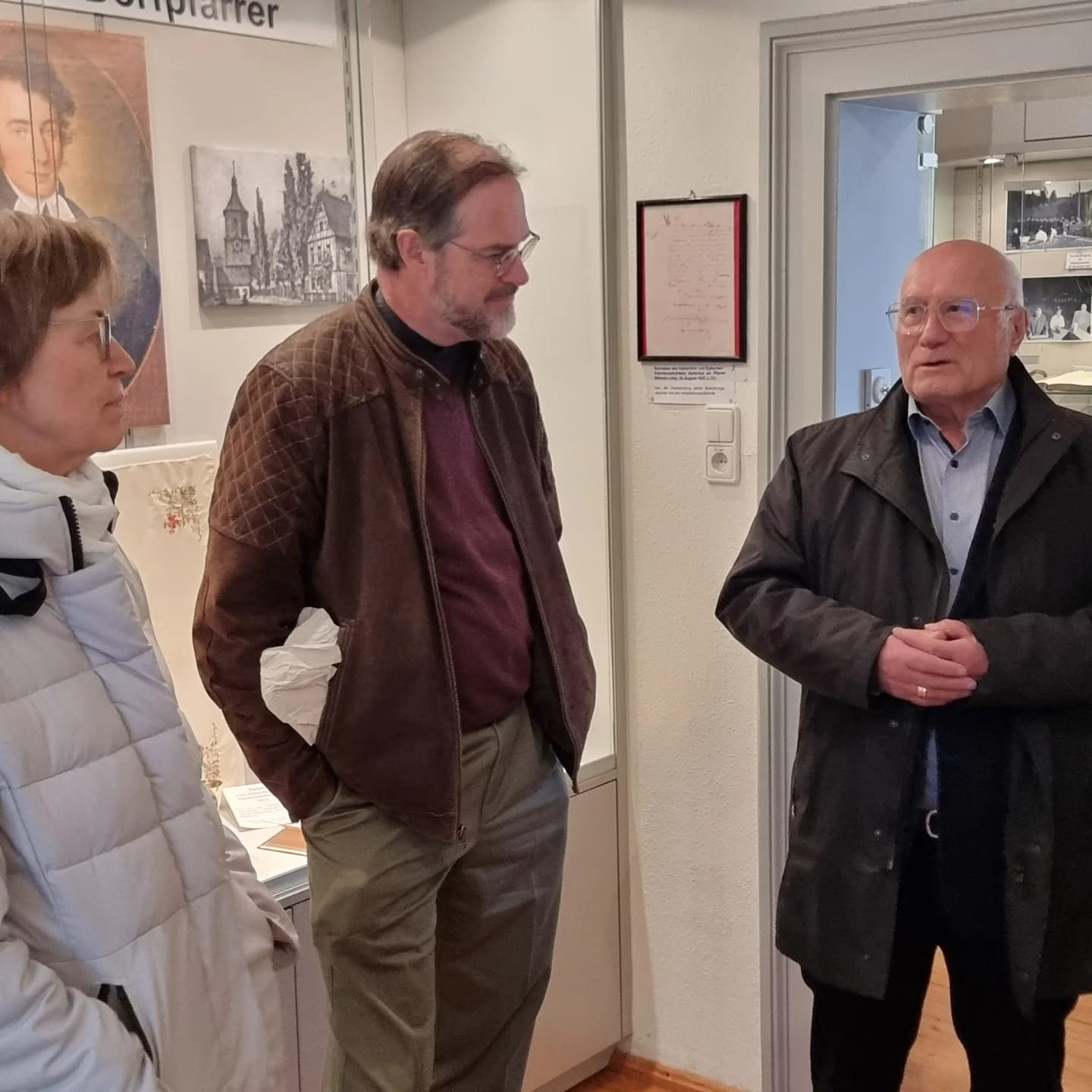
Hermann Vorländer (rechts), links Bischöfin Gisela Bornowski und Bischof Craig Miller (2024)

Hermann Vorländer (* 17. November 1942 in Moschin, Polen) ist ein deutscher evangelischer Theologe und ehemaliger Missionsdirektor.

## Leben
Zu Hermann Vorländers Vorfahren gehören u. a. der preußische Finanzminister und Mitbegründer der Deutschen Bank David Hansemann (1790–1864), die Schriftstellerin Emma Levêque-Bunsen (1850–1890), der Philosoph Karl Vorländer (1860–1928) und der Chemieprofessor Daniel Vorländer (1867–1941).
Nach Abitur und Wehrdienst studierte Vorländer von 1964 bis 1968 evangelische Theologie in Bethel, Hamburg, Heidelberg und Erlangen. 1968 bestand er das Erste Theologische Examen und arbeitete bis 1971 als wissenschaftlicher Assistent an der Theologischen Fakultät der Universität Erlangen. Dort promovierte er 1971 mit einer Arbeit aus dem Fach Altes Testament zum Dr. theol. Nach Vikariat und Zweitem Theologischen Examen lehrte er von 1972 bis 1976 als Dozent an der Near East School of Theology, einer theologischen Hochschule in Beirut/Libanon. Von 1976 bis 1981 war er Pfarrer in Kaufbeuren. 1981–1988 leitete er das Theologische Prüfungsamt der Evangelisch-Lutherischen Kirche in Bayern in München. Von 1988 bis 1992 wirkte er als Dekan im Prodekanat München-Süd und Pfarrer an der St. Lukaskirche. Von 1992 bis 2007 leitete er als Direktor das Missionswerk der Evangelisch-Lutherischen Kirche in Bayern in Neuendettelsau, das 2007 zum Centrum Mission EineWelt umgestaltet wurde. Von 1977 bis 1992 lehrte er als nebenamtlicher Dozent an der Evangelischen Fachhochschule München. Seit 2007 ist er im Ruhestand ehrenamtlich in mehreren Vereinen tätig (NorthSouth Initiative e.V., Verein Kultur Neuguinea e.V., Heimat- und Geschichtsverein Neuendettelsau e.V.) 
Vorländer arbeitete in zahlreichen kirchlichen Gremien mit: Mitglied und stellvertretender Vorsitzender des Vorstands des Evangelischen Missionswerks in Deutschland, Mitglied der Generalsynode der Vereinigten Evangelisch-Lutherischen Kirche Deutschlands (VELKD), Vorsitzender des Missionsausschusses der VELKD, Mitglied des Aufsichtsrats des Evangelischen Entwicklungsdienstes e.V., stellvertretender Vorsitzender des Aufsichtsrates des EKD-Instituts für Altertumskunde in Jerusalem, Vorsitzender der Islam-Kommission der Evangelisch-Lutherischen Kirche in Bayern. Er nahm als Delegierter an den Vollversammlungen des Lutherischen Weltbundes in Hongkong (1997) und Winnipeg (2003) teil.
Vorländer ist verheiratet mit der Theologin Dorothea Vorländer, geb. Cyron; das Ehepaar hat vier Kinder.

## Schriften
- Mein Gott. Die Vorstellungen vom persönlichen Gott im Alten Orient und im Alten Testament. Butzon und Bercker, Kevelaer 1975.
- Die Entstehungszeit des jehowistischen Geschichtswerkes. Lang, Frankfurt am Main 1978.
- Der Monotheismus Israels als Antwort auf die Krise des Exils. In: Bernhard Lang (Hrsg.): Der einzige Gott. Die Geburt des biblischen Monotheismus. Kösel, München 1981, S. 84–113.
- Große Gestalten der Bibel. Südwest, München 1987.
- Neuendettelsauer Mission und Drittes Reich. In: Blick in die Welt. 2011, H. 3.
- hrsg. mit Claudia Jahnel: Friedrich Bauer (1812–1874). Pionier der Weltmission, Wegbereiter des Duden. Erlanger Verlag für Mission und Ökumene, Neuendettelsau 2013, ISBN 978-3-87214-540-6.
- Kirche in Bewegung. Die Geschichte der evangelischen Mission in Bayern. Erlanger Verlag für Mission und Ökumene, Neuendettelsau 2014, ISBN 978-3-87214-546-8.

Vorländer publizierte außerdem zahlreiche Artikel zum Libanon- und Nahostkonflikt, zum Dialog zwischen Christentum und Islam, zum Alten Testament, zur Missionstheologie und zu Fragen von Ökumene und Entwicklung.